# خانم هریس به پاریس می‌رود
خانم هریس به پاریس می‌رود (انگلیسی: Mrs. Harris Goes to Paris) یک فیلم کمدی-درام تاریخی محصول ۲۰۲۲ به کارگردانی و تهیه کنندگی آنتونی فابیان است.